# Constanze Fischer-Czermak
Constanze Fischer-Czermak (* 2. April 1959 in Wien, Österreich) ist eine österreichische Juristin und Professorin für Zivilrecht an der Universität Wien.

## Leben
Constanze Fischer-Czermak studierte Rechtswissenschaften an der Universität Wien von 1977 bis 1981. 1981 wurde sie dort zum Doktor der Rechtswissenschaften promoviert. Danach war sie am Institut für Zivilrecht an der Rechtswissenschaftlichen Fakultät Universitätsassistentin bei Rudolf Welser. 1982 absolvierte sie auch die neunmonatige Gerichtspraxis. 1992 wurde sie im Fach Bürgerliches Recht an der Universität Wien habilitiert. Ihre Habilitationsschrift „Mobilienleasing – Rechtsnatur, Gewährleistung und Gefahrtragung“ wurde mit dem Walther-Kastner-Preis ausgezeichnet.
Seit 1993 ist Constanze Fischer-Czermak Universitätsprofessorin am Institut für Zivilrecht der Rechtswissenschaftlichen Fakultät an der Universität Wien. Schon seit 1983 hält sie Lehrveranstaltungen an dieser Fakultät und 1993/1994 auch an der damaligen Sozial- und Wirtschaftswissenschaftlichen Fakultät. Von 2003 bis 2013 lehrte sie im Rahmen der österreichischen Rechtsschule an der Jagiellonen-Universität Krakau. Neben dieser Lehrtätigkeit trägt sie regelmäßig auf Fortbildungsveranstaltungen für in der Praxis tätige Juristen vor.
Ihre Forschungsschwerpunkte liegen im Zivilrecht, insbesondere im Schuldrecht, Verbraucherrecht, Erbrecht und Familienrecht.
In der universitären Selbstverwaltung war und ist Constanze Fischer-Czermak in verschiedenen Funktionen tätig, u. a. als Mitglied des akademischen Senates der Universität Wien in den Studienjahren 2003/2004 bis 2008/2009 sowie 2015/2016, als Mitglied der Fakultäts- und der Studienkonferenz der Rechtswissenschaftlichen Fakultät und seit 2013 als Vorständin des Instituts für Zivilrecht.
Constanze Fischer-Czermak ist verheiratet und hat zwei Töchter.

## Veröffentlichungen (Auswahl)
- Mobilienleasing – Rechtsnatur, Gewährleistung und Gefahrtragung. Manz, 1995, ISBN 978-3-214-13289-7
- gemeinsam mit Hopf und Schauer: Das ABGB auf dem Weg in das 3. Jahrtausend. Manz, 2003.
- gemeinsam mit Kletecka, Schauer und Zankl: Festschrift für Rudolf Welser, Manz, 2004.
- gemeinsam mit Hopf, Kathrein und Schauer: ABGB 2011 – Chancen und Möglichkeiten einer Zivilrechtsreform. Manz, 2008, ISBN 978-3-214-12663-6
- gemeinsam mit Hopf, Kathrein und Schauer: Festschrift 200 Jahre ABGB. Manz, 2011.
- gemeinsam mit B. Beclin: Neue Regelungen für nichteheliche Lebensgemeinschaften, 18. ÖJT Band II/1, 2012, ISBN 978-3-214-09139-2
- gemeinsam mit Zöchling-Jud: Aktuelle Fragen im Erbrecht – Symposium zum 80. Geburtstag von Rudolf Welser. Manz, 2020, ISBN 978-3-214-07895-9